# Облазнитсја
Облазнитсја (укр. Облазниця) село је у Украјини. Налази се на 269 метара надморске висине.
У овом месту живи 288 становника. Село је основано 1411.